# Piotr Panine
Pour les articles homonymes, voir Panine.
Le comte Piotr Ivanovitch Panine (en russe : Пётр Ива́нович Па́нин, né en 1721 et mort le 26 avril 1789), est un général russe.

## Biographie
Frère cadet de Nikita Ivanovitch Panine, il s'est illustré durant la guerre de Sept Ans et la guerre russo-turque de 1774, participant à la prise de Bender. En 1775, il a combattu l'insurrection de Pougatchev. Il est mort à Moscou au grade de général de l'armée impériale de Russie. Il est le père de Nikita Petrovitch Panine.